# 史伯泰
史伯泰（1895年1月26日—1976年10月2日），葡萄牙軍官、政治人物。
史伯泰出生在阿布蘭特什的聖塔倫區。他曾先後在科英布拉大學和里斯本大學學習。後擔任彈道學、微積分學、力學教授。
1951年11月23日，史伯泰被葡萄牙政府任命為澳門總督。他的任期至1957年結束。在任期間，發生關閘事件。1955年，史伯泰策劃澳門開埠四百週年慶典。然而這遭到中華人民共和國當局的強烈抗議，派兵封鎖了中澳邊境的關閘通道，導致澳門生活用品斷絕。澳門陷入混亂中，史伯泰被迫取消慶典。
1976年10月2日，史伯泰在葡萄牙里斯本海軍醫院逝世，享年65歲。現時在澳門氹仔北部的史伯泰海軍將軍馬路就是以他命名。